# Sally Mann
Sally Mann (Lexington, Virginia; 1 de mayo de 1951) es una fotógrafa estadounidense. 

## Biografía
Estudió fotografía en la Praestegaard Film School (1971) y en la Aegeon School of Fine Arts (1972), entre otros, graduándose en 1974 en el Bennington College.
Su trabajo ha llamado la atención no solamente por sus cualidades técnicas sino también por algunas controversias desatadas por grupos radicales, al final de la década de 1990, de cristianos conservadores de su país los cuales protestaron contra la fotógrafa, David Hamilton y Jock Sturges acusándoles de crear pornografía.
Entre otras instituciones el Museo Metropolitano de Nueva York y la colección Corcoran poseen obra entre sus fondos.
En julio de 2001 Sally Mann recibió de la revista Time el premio a la Mejor fotógrafa estadounidense. 
Vive en Lexington con su esposo Larry, abogado de profesión, con quien tuvo tres hijos: Jessie, Emmett y Virginia, protagonistas de algunos de sus mejores retratos.

## Inspiración y obra
Muchas de las obras de Sally Mann son realizadas en espacios muy íntimos, y puede verse reflejado en sus fotos, como por ejemplo en ‘’Proud Flesh’’ una serie de fotografías de su marido, realizadas diariamente cuando este volvía de su trabajo, o en "Immediate Family", una obra concentrada en fotos de sus hijos, todas ellas reflejan un cándido entorno de familia, en ocasiones desconcertantes (por la libertad de sus hijos frente a la cámara) que luego en obras posteriores, comenzó a transformarse  para terminar mostrando un mundo mucho más interior y en ocasiones, provocador.  Ella utilizó siempre, para sus fotografías, colodión húmedo, y asegura que los efectos e ‘irregularidades’ del revelado nunca fueron hechas a propósito, pero que si en muchas ocasiones lograron darle a sus obras el detalle que las completa.

## Ideas artísticas
Sally Mann tiene una concepción del arte que se manifiesta en sus abordajes a temas bastantes emblemáticos para la sociedad en su momento. Logró mostrar obras de arte que hablaran de las percepciones culturales sexuales de la actualidad y hasta de la muerte. Sally Mann quería, con su arte, que la gente viera un mundo distinto. Ella siempre dijo inspirarse en un principio en ‘’lo que había a su alrededor’’ (su familia, hijos, etc) y luego en mostrar sus ideas más profundas, pero nunca manifestó inspirarse en ningún otro referente artístico más que sus propias vivencias, su papel como madre, y como mujer.

## Publicaciones
- At Twelve: Portraits of Young Women, Aperture, 1988; ISBN 0-89381-330-3
- Immediate Family, Phaidon Press, 1993; ISBN 0-7148-3054-2
- Still Time, Aperture, 1994; ISBN 0-89381-593-4
- What Remains, Little, Brown and Company, 2003; ISBN 0-8212-2843-9
- Deep South, Bulfinch Press, 2005; ISBN 0-8212-2876-5